# Alfredo Gómez Gil
Alfredo Gómez Gil (Alicante, 1936) es un poeta, profesor, periodista y ensayista español, que ha ejercido la mayor parte de su vida profesional en los EE. UU.
La obra del poeta Gómez Gil no se limita a su propia producción. Es igualmente autor de un ensayo clásico como Cerebros españoles en U.S.A y biógrafo de Marcelino Camacho. Su tesis fue la primera, en España, en abordar la literatura comparada y Gómez Gil, traducido al japonés, al alemán, al chino o al ruso, a su vez ha aportado versiones en español de la obra de Shakespeare o de autores chinos clásicos de las dinastías Tang y Song, o modernos como 
AiQing.

## Formación y carrera
Licenciado en Filosofía y Letras por la Universidad Complutense, se doctora en la misma Universidad en 1979 con la tesis Variedad, evolución y desarrollo de temas y su lenguaje en el verso y prosa de Concha Lagos publicada dos años después por dicha Universidad con el título Concha Lagos bajo el dominio de la literatura comparada. Es el único español en haber recibido el doctorado honoris causa por la Richmond - The American International University in London en diciembre de 1998.
La mayor parte de su carrera la ha realizado en el extranjero. Lector del Departamento de Español y Portugués en la Universidad de Yale (1965-1967) fue profesor en el prestigioso Hartford College for Women de Connecticut desde 1967. En el mismo College obtiene el tenure en 1970, y será Profesor Titular desde 1972, Catedrático de Literatura Española e Hispanoamericana desde 1979 y Decano del Departamento de Estudios Hispánicos (1987-1989). Absorbido el College por la Universidad de Hartford en 1991, Gómez Gil mantendrá su cátedra hasta 1996, en que regresa a España. En Madrid será Catedrático de Literatura en la Universidad Francisco de Vitoria (1998-2002).
Como empleos académicos ad hoc ha sido Profesor Invitado en el Middlebury College, Escuela de Verano, Vermont, E.U.A. (1969); Profesor Invitado en la Universidad Internacional Menéndez Pelayo, Santander, (1973); Profesor Visitante en el Instituto de Cultura Hispánica, Cursos de Verano, Madrid, (1973); Profesor Distinguido en el Instituto de Lenguas Extranjeras de Pekín, Pekín, República Popular China, (1982-1983); Catedrático en sabático de investigación en la Universidad de Alicante con el Profesor Enrique Rubio del Dpto. de Filología. (1992-1993) y catedrático en sabático (excedencia) de investigación en la Universidad Complutense con el Profesor Antonio Prieto del Departamento de Filología II (1997).

### Obra docente
A lo largo de 37 años como profesor, Gómez Gil ha dictado numerosísimos cursos y seminarios entre los cuales podemos destacar: Historia de Puerto Rico. Estatus Político y Diferencias Lingüísticas; La Generación del 98; La Generación del 27; El Siglo de Oro Español; Literatura Española Contemporánea; Historia de la Literatura Hispanoamericana; Literaturas Románicas Peninsulares (Luso-Gallega y Catalana); La Poesía Española de Hoy; Poesía Testimonial en el Mundo Iberoamericano; El Cuento Hispanoamericano; Lingüística, I y II; Introducción a la Literatura Comparada; Correlaciones de la corriente tremendista con el esperpento valleinclanesco; Teatro Puertorriqueño Contemporáneo; El Teatro de Lope de Vega; Profesores Poetas en EE. UU; Esencia y humanidad de José Martí; Picasso y su época; Del Preimpresionismo Goyesco al Informalismo; Prosa y Poesía Gallega: Rosalía de Castro y Emilia Pardo Bazán; Poesía Arabigoandaluza y Sefardí: Epistolarios; Historia da Literatura Portuguesa. (Impartido en portugués); La Personalidad del Don Juan a través de la Literatura Universal; Cervantes y el Quijote; Fondo y Forma de la Obra Galdosiana; Renaissance and Baroque Poetry of Spain. (Impartido en inglés); Filología Románica; El Concepto del Honor en la Literatura Europea; Concepciones Dramáticas: Arthur Miller y Buero Vallejo; Incidencias de la Novelística Hispanoamericana con el "Ulises" de Joyce; Estética y Poesía de Jorge Santayana; La Poesía en Cuba: De José Martí a Nicolás Guillén; Teatro Español de Motivación Histórico-pictórica; Argumentos Literarios Hispanoamericanos en la Cinematografía Norteamericana; Argumentos Literarios Españoles en la Cinematografía Norteamericana; Poesía del Caribe y Poesía de la emigración Caribeña; Discusión de idiosincrasias (española-norteamericana-italiana-alemana) según textos de Fernando Díaz-Plaja; Del "Tirant lo Blanch" al "Quijote"; La Guerra Hispano-Norteamericana desde ambos polos historiográficos; El realismo mágico en la novela hispanoamericana...

### Un comunicador
La primera vocación de Gómez Gil fue la comunicación: durante sus años de Facultad dirigirá programas de radio, alcanzando una gran popularidad entre los estudiantes. A lo largo de su larga estancia en los Estados Unidos, dirigirá programas culturales en distintos medios. Tanto Cerebros españoles en USA como su biografía de Marcelino Camacho reflejan la consumada experiencia de Gómez Gil en el arte de la entrevista.
Dirige desde su fundación la Tertulia Poética del Casino de Madrid y sigue vinculado a la vida intelectual de Madrid y Alicante.

## Libros de poesía

### Obra propia de Alfredo Gómez Gil
- Nervio, Ed. Vitruvio, 2013
- ねんねの子守歌···そしておめざめ - Nanas para dormirlos... y despertarlos, ed. bilingüe japonés - español, traducido al japonés por Etsuko Asami, Tokio, Editorial Civasaqui, 1988; 2ª Edición ilustrada por Eberhard Schlotter Madrid, EDAF, 1999; 3ª ed. Madrid, EDAF, 2000.
- Tú, exiliado peregrino, Alicante, Editorial Aguaclara, 1992.
- The vibrations of silence - Las vibraciones del silencio, Ed. bilingüe, prólogo de Inman E. Fox, traducido por C. Marqués y C. Schinzel, Madrid, Ediciones Cultura Hispánica, 1977.
- La frente en el suelo, prólogo de Vicente Ramos, ilustrado por Manuel Baeza, Pérez Gil, Xavier Soler et al., Alicante, Caja de Ahorros Provincial, 1976.
- Paisajes y formas de Eberhard Schlotter a través de un poeta, (poesía y grabados), Madrid, Ediciones de Arte, 1975. Traducido al alemán por Günter Birk: Landschaften und formen von Eberhard Schlotter Durchwandert mit einem dichter, Hamburgo, 1977.
- A las cinco de la tarde, edición limitada, ilustrada por Eberhard Schlotter, Altea, Taller de E. S., 1975.
- El encantador de serpientes, Colección Adonais, Madrid, Rialp, 1974.
- Entre fetiches y amuletos, Colección Cuadernos del Sur, Málaga, Ángel Caffarena, 1974.
- Desde el Arca del Profeta, ilustrado por José Antonio Cía, Alicante, Caja de Ahorros Provincial, 1972.
- Veinticuatro poemas de nieve, Colección Cuadernos del Sur, Málaga, Ángel Caffarena, 1971.
- Introducción a la esperanza, Colección El Toro de Granito, Ávila, Instituto Gran Duque de Alba, 1971.
- Norte, Este, Oeste y Sur, prólogo de Ángel Valbuena Prat, Madrid, Orbe, 1968.
- Por la distancia, Colección Agora, Madrid, Alfaguara, 1968.
- Nervio, Ediciones Vitruvio, Colección Baños del Carmen, 2013.

### Selección y versión de poesía extranjera
- Antología poética de las dinastías Tang y Song. Los dos periodos de oro de la literatura china, Madrid, Miraguano, 2008.
- La dinastía Tang y la dinastía Song, primer y segundo periodos de oro de la literatura china, Madrid, Ocaso, 2007 (edición de lujo, no venal).
- Los sonetos de Shakespeare, traducción y versión de Alfredo Gómez Gil, ilustraciones de Eberhard Schlotter, Madrid, Edaf, 2000.
- Antología poética de la dinastía Tang: primer periodo de oro, Madrid, EDAF, Madrid, 1999.
- Selección poética de Ai Qing, edición y versión de Alfredo Gómez Gil, Pekín, Foreign Languages Press, 1986.
- Tabarca, original alemán de Günter Birk, en versión de Alfredo Gómez Gil. Asociación de Artistas Alemanes, Altea, 1979.

## Libros de ensayo
- Marcelino Camacho y Josefina: coherencia y honradez de un líder (biografía), en colaboración con Etsuko Asami, Madrid, EDAF, 2003
- Concha Lagos bajo el dominio de la literatura comparada, Madrid, Servicio de Publicaciones de la Universidad Complutense, 1980. 2ª. ed. Alicante, Diputación Provincial, 1983.
- La vuelta de los cerebros, en colaboración con Francisco Carenas, Barcelona, Plaza & Janés, 1976.
- Cerebros españoles en U.S.A.", Barcelona, Plaza & Janés, 1971.

## Selección de artículos
2006
- 'Los grabados sobre el Fausto de J.W. von Goethe',Lich Schatten, Justus von Liebig Verlag, Darmstadt, 2006.

2005
- "Raúl Guerra Garrido y el Bierzo" El Cobaya, Revista Cultural año VIII, editada por el Ayuntamiento de Ávila, n.º Primavera-Verano.

2004
- Poemas en Espiral de la Creación, Revista de arte y pensamiento, Madrid, octubre.

2000
- Incluido en la recopilación 13 poetas testimoniales de Segismundo Lince, Madrid, Edaf, 2000

1996
- "Azorín: Semiología de su transcendencia", アソリン、その超越性の記号学" (Revista bilingüe), Cuaderno del Centro de Investigación n.º 4, Universidad de Sofía, Tokio, Japón.
- "Mi nodriza Danae" de Ai Qing, versión de Alfredo Gómez Gil, ABC, Sección Cultural, Madrid, 6 de mayo.

1995
- Poemas en OJUEBUEY. Revista de Literatura Centroamericana. Instituto Estudios Modernistas, Valencia, octubre.

1994
- "Emigrados" (Poemas) Llibret de la Foguera Calvo Sotelo, Alicante, junio.
- "Universidad y enseñanza U.S.A." Boletín del Colegio Oficial de Doctores y Licenciados en Filosofía y Letras y en Ciencias, Madrid, n.º 55, mayo.
- "José Cabranes nominado para Juez de la Corte Suprema de U.S.A." Panorama, Hartford, vol. 3, n.º 4, mayo.
- "Trata de Estudiantes", Información, Alicante, 9 de abril.

1993
- "Colección poemática” (en trilingüe emisión: castellana-japonesa-china) Editada por Foguera *Plaza Calvo Sotelo, Alicante, junio.
- "Descrédito del Master", Información, Alicante, 25 de marzo.
- "Juan Giner Beltrá", Información, Alicante, 15 de enero.

1992
- "Familia española y educación norteamericana", Diario Información, Alicante, 20 de diciembre.
- "Patricia Gómez Carrasco", (Monografía de arte), Fundación Caja de Ahorros del Mediterráneo, octubre.

1991
- Poemas en Llibret Foguera Ruperto Chapí, Alicante, junio.
- Poemas en Horizontes. Revista Literaria Hispánica. Passaic County Community College, E.U.A.
- Poemas en Cuadernos de Poesía Nueva. Asociación Prometeo de Poesía, n.º 71, Madrid, junio.

1990
- Poemas en la antología Centenario, editado por el Real Club de Regatas de Alicante.
- Poema en Cuadernos de Poesía Nueva, Asociación Prometeo de Poesía, Madrid, junio.
- Poemas incluidos en la Antología, Paradise Lost or Gained? The Literature of Hispanic Exile, editada por Fernando Alegría & Jorge Ruffinelli, Arte Público Press, University of Houston, Houston, Texas, E.U.A.

1988
- "ブエロ·バエホに聞く" (Entrevista con Antonio Buero Vallejo)", Traducido por Yutaka Yanagisawa. Hispania, Sociedad Hispánica del Japón, Casa de España, n.º.48, Tokio, Japón.
- Poemas en Cuadernos de Poesía Nueva, n.º. 60, Prometeo, Madrid.

1986
- "Encargo de Neruda", El Taller, n.º 1, Hartford, Connecticut, E.U.A.

1985
- "Cuentos chinos de un renovador del género: Liao Zhai", El País, Madrid, 18 de agosto.
- "El oportunismo mágico", La Verdad, Editorial Católica, Alicante, 19 de enero.
- "Reagan visto por alicantinos", Información, Alicante, bid., 4 de enero.

1984
- "Una lanza en favor de Svetlana", Información, Alicante, 14 de diciembre.
- "Nuestros jamones y zapatos en U.S.A.", Ibid. 3 de diciembre.
- "Nuestros turrones en U.S.A.", Ibid. 20 de noviembre.
- "La campaña norteamericana en su televisión", Ibid. 2 de noviembre.
- "Gromiko-Mondale contra Reagan-Gromiko", Ibid. 24 de octubre.
- "Conversación en Pekín. Ai Qing aspirante al Nobel", Ibid. 16 de septiembre.
- "El talón de Aquiles", Ibid. 25 de agosto.
- Poemas en 特区文学 (Te Qu Weng Xue, Special Zone Literature) n.º.1, Shen Zhen. Traducido al Chino por Chen Guan-fu.

1983
- Poemas en 诗刊 (Shi Kan, Poesía,) n.º 6, Peking. Traducido en chino por Jian Zhifang.
- Incluido en la antología de 外国文学 (Waiguo Wenxue, Literatura Extranjera), Pekín, República Popular China. Traducido por Zang Guansen.
- "Función poética de Aleixandre". Traducido al chino y editado por el Departamento de Español del Instituto de Lenguas Extranjeras de Pekín, República Popular China, mayo.
- "Antología de Poetas Chinos Actualísimos", en colaboración con Jian Zhifang, Nueva Estafeta Literaria, Madrid, marzo.

1982
- "Desde China sin limones", Información, Alicante, 3 de octubre.

1981
- Poemas en 歌曲 (Ge Qu, Songs), n.º 8, Pekín, República Popular China. Traducido por Chao Chin-pin.
- "Most Americans Bypass Charming Costa Blanca", The Hartford Courant, 11 de octubre.
- Poemas en Altea, n.º 25, junio. Publicación del Ayuntamiento de Altea.

1979
- "Con el sociólogo Juan Cortes S.J.", Revista de Estudios Alicantinos, n.º.26, Diputación Provincial de Alicante.
- "Con el economista Luis Marco Bordetas", Ibid., n.º.25.
- "Con el novelista José Luis Castillo Puche", Ibid., n.º.24.
- "Ruiz Morante en su pintura", Galería de Arte Amics, Catálogo, Alicante, 26 de enero.
- "Inesperado poder hispano en U.S.A.", Información, Alicante, 4 de enero.

1978
- "Panorámica de la Arquitectura Norteamericana después de la Segunda Guerra Mundial", Bellas Artes 78, (Revista del Patronato de Museos del Ministerio de Educación y Ciencia), año noveno, n.º.59, Madrid.
- Poemas en Amigos de la poesía, Nov.-Dic, Valencia.
- Poemas en La verdad, Alicante, 20 de enero.
- Incluido en la Antología Season of Somber de Jay Elliot, Serman Oaks, California, E.U.A.

1976
- "La pintura norteamericana desde la mitad del siglo XX", Bellas Artes 76, año sexto, n.º.53, Sept.-Oct., Madrid.
- Poemas ilustrados con Rafael Alberti, Catálogo de la Exposición en E.U.A. del pintor Antoni Miró.

1975
- "Testimonio de Eberhard Schlotter", PROPAC (Promoción de Patrimonio Cultural, S.A.), n.º noviembre-diciembre, Madrid.
- "Panorama de la Escultura Norteamericana", Bellas Artes 75, año sexto, n.º.40, Madrid, febrero.
- Incluido en la antología MOЛОДЫЕ ПОЭТЫ ИСПАНИИ (Poetas Españoles de hoy) Traducido al ruso por Pavel Grushko. Society of Soviet Writer, Moscow, U.S.S.R.

1974
- Poemas en Cauce (Revista de Grupo Cultural Vargas Llosa), editado por Escuela de Peritos Agrícolas de Tacna, Perú, n.º2 y 3, diciembre.
- "Entrevista con Rafael Buñuel", El Urogallo, quinto año, n.º.27 y 28. Número especial dedicado a la cultura y ciencias de E.U.A., editado por Francisco Ayala, Alfredo Gómez Gil, D. Curland, R. Kostelanets y J. Roy.
- "Eberhard Schlotter", (Monografía de arte. Catálogo), Editado por la Sala Rembrandt, Alicante.

1973
- "Ante un sensitivo mundo nuevo", (Ensayo) Caja de Ahorros del Suroeste, Alicante.
- "La poesía española en California", Bahia, Algeciras, octubre.
- Poemas en Papeles de Son Armadans, n.º.CCVIII, Madrid-Palma de Mallorca, julio.

1972
- Incluido en la Antología Poetas Españoles en U.S.A., Francisco Carenas, Colección Adonais, Rialp, Madrid.
- "Con Francisco Ayala", Confrontaciones (de Francisco Ayala), Colección Serie Mayor, Seix Barral, Barcelona.
- "En torno a Vicente Aleixandre". En colaboración con Francisco Carenas, Cuadernos Hispanoamericanos, Instituto de cultura Hispánica, n.º.27, Madrid, diciembre.
- Poemas en Cuadernos Americanos, El libro de México, S.A., julio-agosto, Ciudad de México
- "Sobre La Piedra en la Mano de Manuel Durán", (Ensayo), Papeles de Son Armadans, n.º.CXCIV, Madrid-Palma de Mallorca, mayo.
- "A Dalí at Atheneum is Protested Painting", The Hartford Times (Books and Art), 12 de mayo, E.U.A.
- Poemas en Insula, n.º.306, Madrid, mayo.

1971
- "Ana María Matute. Persona y Obra", Cuadernos Americanos, el libro de México, S.A., n.º.5, Ciudad de México, septiembre-octubre.
- "José Luis Castillo Puche. Persona y Obra", Cuadernos Americanos, Ibid. año 13, n.º.4, julio-agosto.
- Poemas en Norte, Heynis, n.º.1, Ámsterdam, Holanda, enero-febrero.
- Poemas en Papeles de Son Armadans, n.º CLXXVIII, enero.

1970
- Poemas en Alaluz, Departamento de Español de la University of California, Riverside, segundo año, n.º.2.
- Poemas en Vanguardia (Revista poética), segundo año, n.º.4, Nueva York.
- Incluido en la Antología Poetas Españoles de hoy en los EE.UU. por Francisco Carenas, Editorial Iqueima, Bogotá, Colombia.
- Poemas en Instituto de Estudios Alicantinos, Diputación Provincial de Alicante, 4 de agosto.
- Poemas en Aquí el alma navega, Pliegos de Poesía del Ayuntamiento de Cuenca, mayo.
- "Situación y Análisis de Tiempo de Silencio", (Ensayo) Espiral, n.º.113, abril-mayo, Bogotá, Colombia.
- Poemas en Cormorán y Delfín, Dead Weigh, Buenos Aires, Argentina, Abril.
- "El concepto del honor en tres dramas de Calderón de la Barca", Cuadernos Clásicos, n.º.1, Llobregat, Alicante.
- Poemas en Idealidad, n.º.144-145, marzo-abril, Alicante.
- "El Premio Andersen", El tiempo, Nueva York, 15 de febrero.

1969
- Incluido en la Antología Versos escogidos para aprender de memoria, Guido Gómez de Silva, Middlebury, E.U.A.
- "José Luis Sert, gran arquitecto catalán afincado en Norteamérica", La Vanguardia, 9 de diciembre, Barcelona.

1968
- Poemas en Los huevos del Plata, n.º.17, Montevideo, Uruguay.

1965
- Paquoemas en Espiral, n.º.106, junio, Bogotá, Colombia.
- "Medios informativos y publicitarios", (Estudio), Correo de la Publicidad, primer año, n.º.2-3, mayo, Barcelona.

1963
- Incluido en la Antología General de Adonais (1943-1963), prólogo de Luis Jiménez Martos, Ediciones Rialp, S.A., Madrid

## Compromiso social
Gómez Gil, independiente y apolítico, siempre se ha mostrado comprometido con los valores sociales y humanitarios. Autor de un inolvidable poema dedicado a Ana Frank, intercedió ante el ministro de Gobernación Tomás Garicano Goñi para conseguir el regreso a España del exiliado literato y redactor jefe de la revista Literatura Soviética José Santacreu; pudieron regresar sus familiares, pero el ilustre profesor falleció en 1970 antes de que le llegara la noticia. También durante su estancia en China trató de localizar al entonces represaliado poeta Ai Qing. Cuenta Gómez Gil en "Un encargo de Neruda" como tardó años en poderle entregar en mano a Ai Qing la carta que le mandara el ilustre escritor chileno.
 Cuando un joven poeta español fue encarcelado por el Régimen, Gómez Gil lo propuso para el Premio Nobel, consiguiendo su inmediata liberación.
Alfredo Gómez Gil se ha destacado en su campaña por la dignidad de los estudiantes y la calidad de la enseñanza universitaria. Se pueden citar al respecto su artículo "Trata de Estudiantes" en el diario Información de Alicante, 9.04.1994, "Descrédito del Master", en el mismo periódico (25.3.1993) o su sonada conferencia en el Instituto Cervantes de Madrid, "Estafa y Prevaricación en la Enseñanza Universitaria" (5.3.1998).

## Valoración
Algunos juicios sobre Alfredo Gómez Gil:
- "No se le puede clasificar. Ni la barba de Marx ni la de los existencialistas. Ni el escapulario del beato, ni la tea del radical (...) Desde la vitalidad humana al rezo extático. Humano, muy humano (...) Corre por la vida como un auto que no puede aparcarse." Ángel Valbuena Prat
- "Profesor, poeta, crítico y periodista, conferenciante y viajero sin cansancio, Alfredo Gómez Gil es, en cuanto concierne a nuestro huerto provinciano, prototipo de alicantino universal, tanto por su presencia en los más lueñes horizontes como por la huella de signo alicantinista que va dejando en los pueblos más distantes y diversos". Vicente Ramos, de las RR.AA. de la Lengua y de la Historia.
- "Sus poemas son propicios al ánimo mudable y en muchas situaciones distintas se acordan con el alma y sus necesidades", Vicente Aleixandre.